# Ricketts (Iowa)
Ricketts es una ciudad ubicada en el condado de Crawford en el estado estadounidense de Iowa. En el Censo de 2010 tenía una población de 145 habitantes y una densidad poblacional de 218,69 personas por km².

## Geografía
Ricketts se encuentra ubicada en las coordenadas 42°7′41″N 95°34′30″O / 42.12806, -95.57500. Según la Oficina del Censo de los Estados Unidos, Ricketts tiene una superficie total de 0.66 km², de la cual 0.66 km² corresponden a tierra firme y (0%) 0 km² es agua.

## Demografía
Según el censo de 2010, había 145 personas residiendo en Ricketts. La densidad de población era de 218,69 hab./km². De los 145 habitantes, Ricketts estaba compuesto por el 93.79% blancos, el 0% eran afroamericanos, el 0% eran amerindios, el 0% eran asiáticos, el 0% eran isleños del Pacífico, el 6.21% eran de otras razas y el 0% pertenecían a dos o más razas. Del total de la población el 10.34% eran hispanos o latinos de cualquier raza.